# Lajos Tóth
Lajos Tóth (Nagyigmánd, 3 giugno 1932 – Varese, 30 agosto 1995) è stato un cestista e allenatore di pallacanestro ungherese naturalizzato italiano.
In Serie A ha vestito la maglia di Varese dal 1957 al 1959 e dal 1961 al 1963.

## Biografia
Giunto in Italia come profugo a seguito della rivoluzione ungherese del 1956, gioca come straniero fino al 1959, anno in cui la Federazione Italiana Pallacanestro decide di non fare schierare stranieri in campionato. Tóth ottiene però la cittadinanza italiana e dal 1961 torna ad essere schierato in campo. Nel 1962 segue il trasferimento dell'allenatore Enrico Garbosi e milita nella seconda squadra di Varese, la Robur et Fides Varese. Il 30 agosto 1995 muore a Varese, all'età di 63 anni, per un tumore.

## Galleria d'immagini

Ignis Varese-Real Madrid (Varese 18 gennaio 1962): Tóth segna l'ottantesimo punto della partita